# Dell Technologies
Dell Technologies Inc. é uma empresa multinacional norte-americana de tecnologia da informação baseada em Round Rock, Texas. Foi formada como resultado da fusão da Dell e EMC Corporation (que mais tarde se tornou Dell EMC).
Os produtos da Dell incluem computadores pessoais, servidores, smartphones, televisões, software de computador, computador e segurança de rede, assim como serviços de segurança da informação.
No Brasil, atualmente, a empresa conta com 3.800 funcionários, atuando em cidades como Porto Alegre, São Paulo e Campinas. A empresa está entre as Top Companies 2021, ranking das melhores empresas para se desenvolver carreira no Brasil, segundo o LinkedIn.

## História

Palavras fundidas da marca Dell-EMC lançada em 2016

On 12 de outubro de 2015, Dell anunciou sua intenção de adquirir o software empresarial e empresa de armazenamento EMC Corporation em uma transação de US$ 67 bilhões. Foi rotulado como "aquisição de tecnologia de maior valor na história".